# 1219 Britta
Britta (asteróide 1219) é um asteróide da cintura principal com um diâmetro de 11,43 quilómetros, a 1,9359936 UA. Possui uma excentricidade de 0,1251367 e um período orbital de 1 202,38 dias (3,29 anos).
Britta tem uma velocidade orbital média de 20,02215851 km/s e uma inclinação de 4,4158º.
Esse asteróide foi descoberto em 6 de Fevereiro de 1932 por Max Wolf.